# Justicia chalaensis
Justicia chalaensis är en akantusväxtart som beskrevs av Vollesen. Justicia chalaensis ingår i släktet Justicia och familjen akantusväxter. Inga underarter finns listade i Catalogue of Life.